# Gran crisis oriental
La Gran crisis oriental de 1875 a 1878 empezó con el Imperio otomano en los territorios administrativos de la Península Balcánica en 1875, cuando estallaron varios levantamientos y guerras provocaron la intervención de potencias internacionales, y finalizó con el Tratado de Berlín en julio de 1878.
Debido a las diferencias socioculturales, los pueblos implicados en la guerra se refieren a ella de forma diferente en sus distintas lenguas. En los idiomas serbocroata y turco, la guerra es llamada Velika istočna kriza ("Gran crisis oriental") y Şark Buhranı ("Crisis oriental") respectivamente. Aunque, el nombre turco utilizado ocasionalmente es Ramazan Kararnamesi ("Decreto de Ramadán") se refiere al incumplimiento soberano declarado el 30 de octubre de 1875 en la historiografía, mientras que 93 Harbi ("Guerra del 93") se refiere a la  Guerra ruso-turca (el año 1293 del calendario rumi corresponde al año 1877 del calendario gregoriano).

## Trasfondo

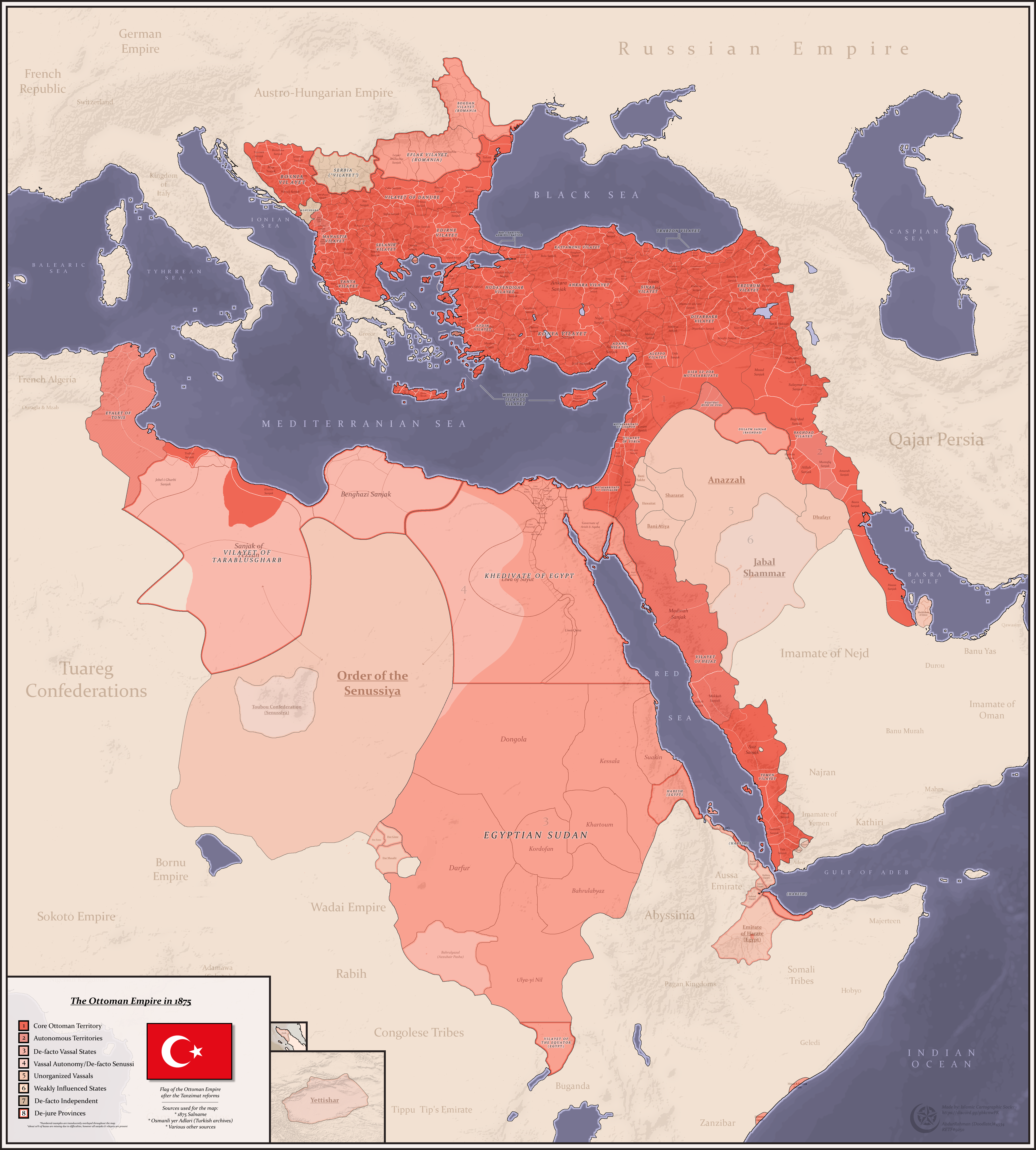
Expansión territorial del Imperio otomano en 1875, justo antes de la gran crisis oriental

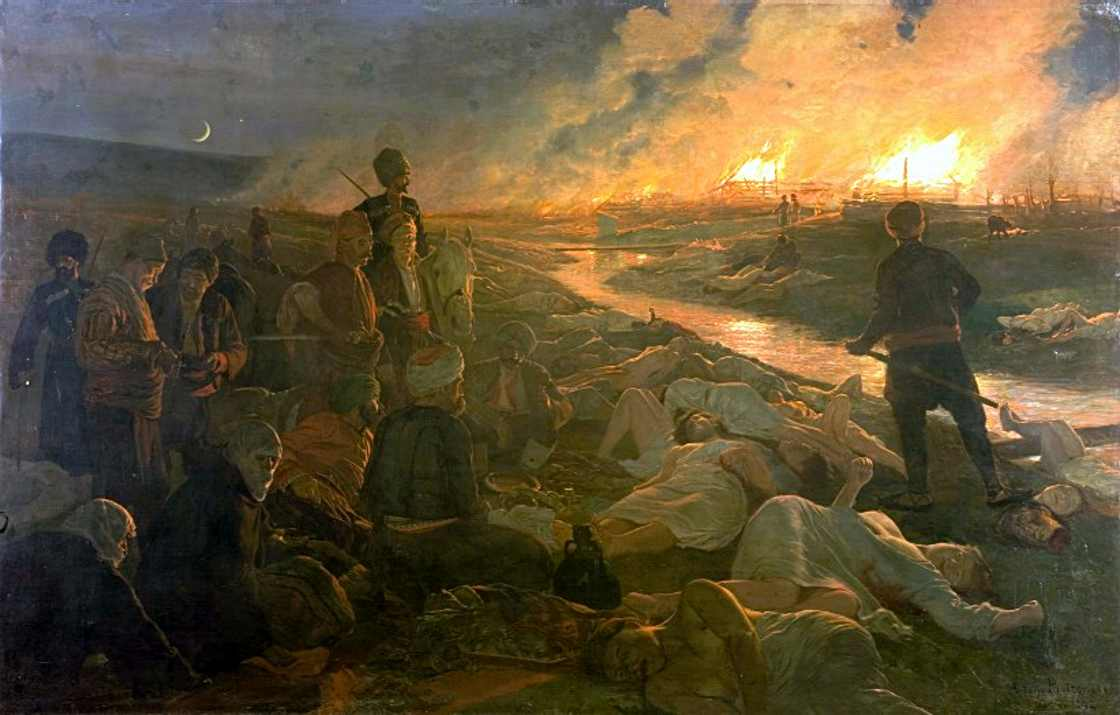
La masacre de Batak realizado por Tropas irregulares otomanas en Bulgaria (1876)

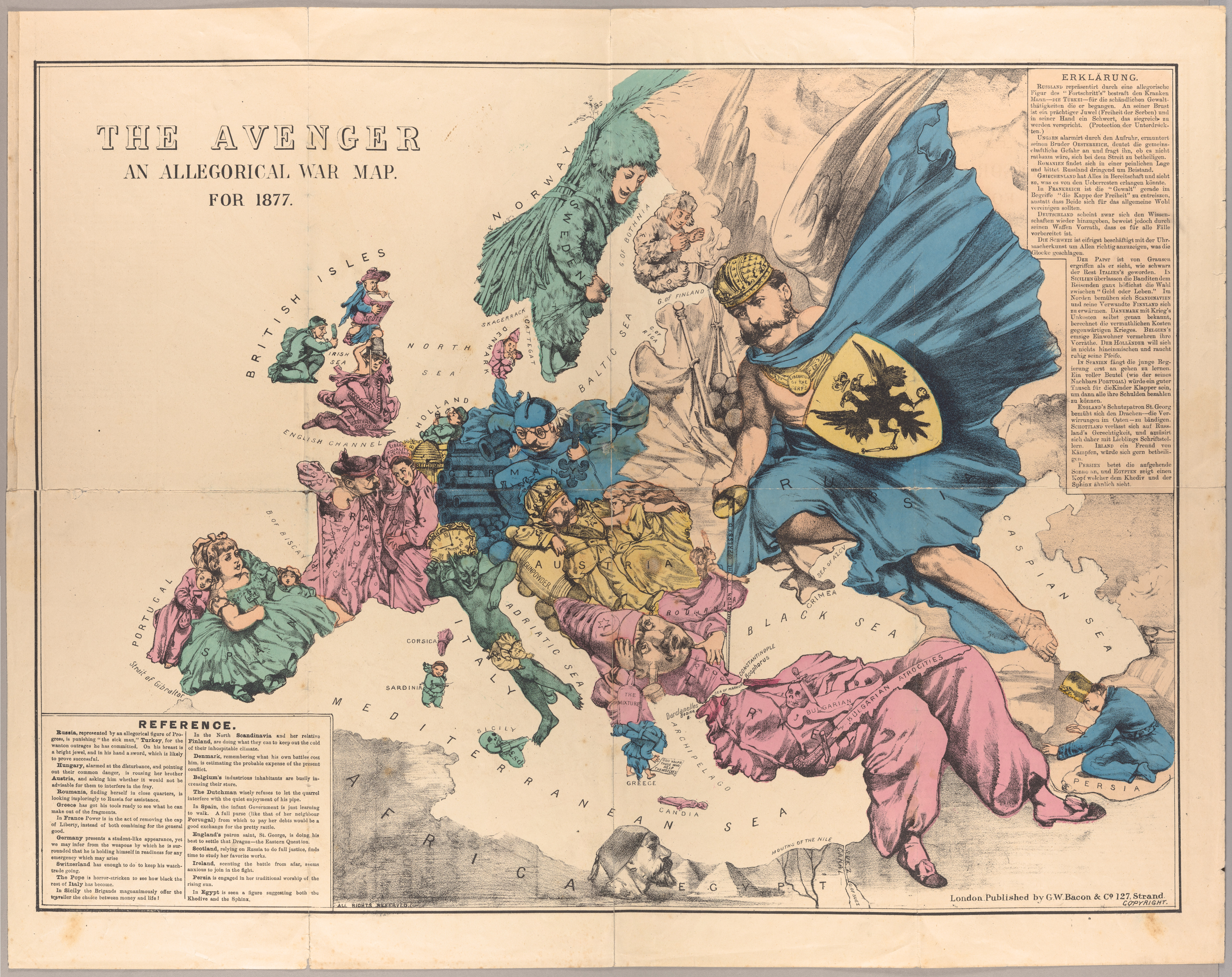
The Avenger: An Allegorical War Map for 1877 por Fred. W. Rose, 1872: Este mapa refleja la Gran crisis oriental y su posterior Guerra ruso-turca (1877-1878)

El estado administrativo otomano en los Balcanes continuaba deteriorándose a lo largo del siglo XIX, con la Sublime Puerta perdiendo ocasionalmente provincias enteras. Las reformas impuestas por las grandes potencias europeas apenas mejoraron las condiciones de la población cristiana, al tiempo que lograron descontentar a una parte considerable de la población musulmana. La provincia otomana de Bosnia sufrió al menos dos oleadas de rebeliones por la población local musulmana, la más reciente en 1850. El imperio austrohúngaro se consolidó en la región tras las revueltas de la primera mitad del siglo y trató de reactivar su antigua política de expansión a expensas del Imperio otomano. Mientras tanto, los principados de Serbia y Montenegro, nominalmente autónomos e independientes de facto, también trataron de expandirse hacia regiones habitadas por sus compatriotas. Los sentimientos nacionalistas e irredentistas eran fuertes y estaban alentados por Rusia y sus agentes.

### Crisis económica otomana
El 24 de agosto de 1854, durante la Guerra de Crimea, el Imperio Otomano tomó sus primeros préstamos extranjeros.El imperio contrajo préstamos posteriores, en parte para financiar la construcción de ferrocarriles y líneas telegráficas, y en parte para financiar los déficits entre los ingresos y los elevados gastos de la corte imperial, como la construcción de nuevos palacios en el estrecho del Bósforo, en Constantinopla. Algunos economistas notaron que las condiciones de estos préstamos eran excepcionalmente favorables para los británicos y franceses (propiedad de la Familia Rothschild) que las facilitaba, mientras que otros han señalado que las condiciones reflejaban la voluntad de la administración imperial de refinanciar constantemente sus deudas.Una gran cantidad de monto de dinero fue invertido en construir nuevos barcos a la Armada Otomana durante el reinado del Sultán Abdülaziz I (1861-1876). En 1875, la armada otomana tenía 21 acorazados y 173 buques de guerra de otros tipos, lo que formaban la tercera flota naval más grande del mundo después de las de las armadas británica y francesa. Sin embargo, todos estos gastos supusieron un enorme estrago para la tesorería otomano. Mientras tanto, una grave sequía en Anatolia en 1873 y las inundaciones de 1874 provocaron hambrunas y un descontento generalizado en el corazón del imperio. La escasez de productos agrícolas impidió la recaudación de los impuestos necesarios, lo que obligó al gobierno otomano a declarar el 30 de octubre de 1875 el Impago soberano de sus préstamos exteriores y a aumentar los impuestos en todas sus provincias, incluidos los Balcanes.

### Revueltas y guerras en los Balcanes
La decisión de incrementar los impuestos para pagar las deudas del imperio otomano provocó la furia de las provincias balcánicas, que culminó en la Gran crisis oriental y, en última instancia, en la Guerra ruso-turca que otorgaba independencia o autonomía a las naciones cristianas de los territorios balcánicos del imperio, con el posterior  Tratado de Berlín de 1878. La guerra, sin embargo, fue desastrosa para la economía otomana que ya estaba enfrentaba dificultades, en 1881 se estableció la administración de la deuda pública Otomana, que cedió el control de los ingresos del Estado otomano a los prestamistas extranjeros. Esto convirtió a los prestamistas europeos en obligacionistas, y asignó derechos especiales a la OPDA para recaudar diversos tipos de ingresos fiscales y aduaneros.

## Consecuencias
Después del Tratado de Berlín en 1879, Austria-Hungría estaciono guarniciones militares en el Valiato de Bosnia y el Sanjacado de Novi Pazar, que formalmente (De iure) seguían siendo territorios otomanos. Tomando ventaja del caos ocurrido durante la revolución de los Jóvenes Turcos en 1908, Bulgaria declaró formalmente su independencia el 5 de octubre de 1908. El día siguiente, Austria-Hungría se anexionó Bosnia el 6 de octubre de 1908, y retiro sus fuerzas militares fuera de Novi Pazar en orden de llegar a un trato con el gobierno otomano para evitar una guerra (el Imperio Otomano perdió el Sanjacado de Novi Pazar con las guerras de los Balcanes de 1912 a 1913).
En 1881, Francia ocupó la beylik otomana de Túnez con la excusa de que las tropas tunecinas habían cruzado el borde con la Argelia francesa, que también había pertenecido al imperio otomano hasta 1830. Un año más tarde, en 1882, Imperio británico ocupó el jedivato de Egipto, con el pretexto de prestar ayuda militar a los otomanos para sofocar la revuelta de Urabi (Reino Unido declaró posteriormente a Egipto como protectorado británico el 5 de noviembre de 1914, en respuesta a la decisión del gobierno otomano de unirse a las Potencias Centrales durante la Primera Guerra Mundial). Cabe señalar que el gobierno otomano había declarado con frecuencia los ingresos fiscales de Egipto como garantía para obtener préstamos de los bancos británicos y franceses.El gobierno otomano había arrendado Chipre a Reino Unido en 1878, a cambio del apoyo británico en el Congreso de Berlín de ese mismo año (Chipre fue anexionada posteriormente por el Reino Unido el 5 de noviembre de 1914, por la misma razón antes mencionada relativa a la Imperio otomano durante la Primera Guerra Mundial). Al obtener Chipre y Egipto, Reino Unido consiguió un importante punto de apoyo en el Mediterráneo oriental y el control del canal de Suez; mientras que Francia aumentó sus territorios en la costa mediterránea occidental del norte de África al añadir a Túnez como un protectorado francés.
El historiador Maroš Melichárek escribió que la crisis no podría haberse resuelto plenamente sin Serbia.

## Cronología de la Gran crisis oriental y sus consecuencias

### Precursores
- Guerra franco-prusiana (1870-1871)
- Pánico de 1873 (1873–1877/1879)
- Hambruna en Anatolia (1873–1875)

### Crisis
- Rebelión Herzegovina (1875)
- Sublevación de Abril (1876)
- Incidente de Salonika (1876)
- Incidente de Razlovci (1876)
- Guerras Serbio-Otomanas (1876-1878)
- Guerras Montenegrina-Otomanas (1876-1878)
- Incidente de Çerkez Hassan
- Conferencia de Constantinopla  (1876- 1877)
- Primera era constitucional (1876- 1878)
- Guerra ruso-turca (1877- 1878)
  - Guerra de Independencia Romana
  - Administración provisional de Bulgaria
  - Tratado de San Stefano

- Expulsión de los Albaneses (1877- 1878)
- Congreso de Berlín (1878)
- Levantamiento de Kumanovo (1878)
- Rebelión greco-macedonia (1878)
- Revuelta del Epiro (1878)
- Revuelta de Creta (1878)
- Campaña austrohúngara de ocupación de Bosnia y Herzegovina(1878)
- Levantamiento de Kresna-Razlog (1878)

### Tratados
- Acuerdo del Reichstadt (1876)
- Convenio de Budapest (1877)
- Tratado de San Stefano (1878)
- Convención de Chipre (1878)
- Tratado de Berlín (1878

### Consecuencias
- Cuestión armenia
- Liga de Prizren (1878-1881)
  - Batallas por Plav y Gusinje (1879-1880)
- Pacto de Halepa (1878)
- Doble Alianza (1879)
- Revuelta de Urabi (1879-1882)
- Hambruna en Anatolia (1879-1881)
- Revuelta de Brsjak (1880-1881)
- Conquista francesa de Túnez (1881)
- Alianza austro-serbia (1881)
- Convención de Constantinopla (1881)
- Administración de la deuda pública Otomana (1881-1944)
- Juicios de Yildiz (1881)
- Sublevación de Herzegovina (1882)
- Ocupación británica de Egipto (1882)
- Alianza austro-húngaro-alemana-rumana (1883)
- Rebelión de Timok (1883)
- Crisis búlgara (1885-1888)

## Lecturas
- «Unprinted documents: Russo-British relations during the Eastern Crisis (VIII. The eve of the armistice)». The Slavonic and East European Review 25 (64). November 1946.
- «Unprinted documents: Russo-British relations during the Eastern Crisis (VIII. On the edge of war)». The Slavonic and East European Review 25 (65). April 1947.
- Anderson, M.S. The Eastern Question, 1774–1923: A Study in International Relations (1966) online
- Branković, Slobodan (1998). Great eastern crisis and Serbia, 1875-1878. Svetska srpska zajednica, Institut srpskog naroda.
- Goldfrank, David M. (2003). «Berlin, Congress of».  En Millar, James R., ed. Encyclopedia of Russian History. Macmillan Reference USA. ISBN 978-0028656939.
- Király, Béla K.; Rothenberg, Gunther Erich (1985). War and Society in East Central Europe: Insurrections wars and the eastern crisis in the 1870s. Brooklyn College Press. ISBN 978-0-88033-090-9.
- Langer, William L. European Alliances and Alignments: 1871-1890 (1950) pp 151–70. Online
- Millman, Richard (1979). Britain and the Eastern question, 1875–1878. Clarendon Press. ISBN 978-0-19-822379-5.
- Medlicott, W. N. (1963). The Congress of Berlin and After: A Diplomatic History of the Near East Settlement, 1878–1880 (Second edición). London: Frank Cass., Focus on the aftermath.
- Munro, Henry F. The Berlin congress (1918) online free, 41pp of text, 600 pp of documents
- Taylor, A. J. P. (1954). The struggle for mastery in Europe: 1848–1918. Oxford University Press.
- Yavuz, M. Hakan; Sluglett, Peter, eds. (2012). War and Diplomacy: The Russo-Turkish War of 1877–1878 and the Treaty of Berlin. University of Utah Press. ISBN 978-1-60781-150-3.